# Vieux Manoir
Le Vieux Manoir est un édifice situé à Orbec, en France.

## Localisation
Le monument est situé dans le département français du Calvados, sur le territoire de la commune nouvelle d'Orbec, à 400 m au nord de l'église Notre-Dame.
Le monument est situé  Grande-Rue 97, place de la Poissonnerie ou au 107 rue Grande. 

## Historique
L'édifice est une maison à pans de bois du XVIe siècle. Il est bâti en 1568 selon une inscription présente dans un cartouche à destination d'un tanneur Le Portier.
La maison est sauvée par la Société d'études historiques d'Orbec et donnée à la mairie sous conditions. La restauration accomplie par les services de l’État, la région, le département et la commune permet d'en rétablir l'aspect originel.
L'édifice est classé au titre des monuments historiques depuis le 21 février 1941.
Le Vieux Manoir est depuis 1980 converti en musée consacré aux arts et traditions populaires et à l'histoire locale. Depuis 1873, le musée était dans l'hôtel de ville. En 2011, il fait partie du pôle muséal Agglomération Lisieux Normandie avec le château-musée de Saint-Germain de Livet et le musée d'Art et d'Histoire de Lisieux.

## Architecture
L'édifice est bâti en silex, en pierre de la Vespière et à pans de bois.
Les façades sont ornées d'un entrecolombage de tuileaux, silex et triangles de pierre et exposent des personnages sculptés.
Il possède deux pièces par niveau selon un plan répandu pour les manoirs du pays d'Auge séparées par un massif de maçonnerie abritant des cheminées.